# 新木希空
新木 希空（あらき のあ、2004年〈平成16年〉10月10日 - ）は、日本のAV女優、グラビアアイドル。エスフラート所属。山梨県出身。

## 経歴
『週刊FLASH』2025年2月11日号にて、グラビアデビュー。デビューのきっかけは、「思い切って自分を変えたかった」ため。同誌2025年3月11日号でヘアヌードグラビアを披露。
2025年3月25日にエスワンよりAVデビュー。デビュー時のキャッチフレーズは「本物ダイヤモンド、日本にて見つかる」。
同年2月24日週FANZA通販フロアランキングでは『ダイヤモンド新人NO.1 STYLE 女子大生グラビアアイドル 新木希空 AVデビュー』が初登場4位ランクイン。
同年3月17日週FANZA動画フロアランキングにて、デビュー作が1位にランクアップ。
同年4月21日週FANZA動画フロアランキングにて、デビュー作が再び5位に上昇した。同年4月度FANZA通販フロア女優ランキング9位。
同年6月30日週レンタルフロアランキングでデビュー作が1位となる。7月7日週同ランキングでも3位に留まった。同年7月28日週FANZA動画フロアランキングにて、デビュー作が3位再浮上した。

## 人物
- デビュー時は現役大学生[13]。
- 部活経験は吹奏楽（クラリネット）[13]。
- 性格は、天真爛漫[13]。
- チャームポイントはくりくりした目とくびれ、お尻[14]。
- 趣味は寝ることと動物系のぬいぐるみ集めで特技は何処ででも寝られること[14]。
- 好きな食べ物はラーメン[14]。
- 男性のタイプは好きな清潔感があり、紳士的な方[14]。
- 初体験は高校2年の時に1つ年上の同じ高校の先輩と彼の家でだった。その時の感想は気持ちよかった。経験人数は(その人の)1人だけ[15]。
- 好きな体位は正常位で性感帯は全身で特に背中とクリトリス。性癖はM[14]。
- ライターの鷲谷憲樹は「派手すぎない顔立ちは親しみやすさを与え、女性らしさがにじみ出るボディラインは強力な色気を見せる」「喘ぎ声は叱られて泣いてるこのようにプリミティブ」と個性を表現した[16]。

## 作品

### アダルトビデオ
- ダイヤモンド新人NO.1 STYLE 女子大生グラビアアイドル 新木希空 AVデビュー（3月25日、エスワン）
- 快感。ぜんぶ初体験3SEX ダイヤモンド新人 新木希空（4月22日、エスワン）[16][17]
- おじさんお泊りデート濃密性交 たくさん笑って、たくさんベロチュウして、たくさんねっちょり絡み合う最高の性交 新木希空（5月27日、エスワン）
- かわいいだけじゃだめですか？ダメです！！元美少女グラドルが、潮吹いて、大絶頂して、何度もイキまくる大痙攣アクメ 新木希空（6月24日、エスワン）
- Newカワイイ女子の大量顔射シコシコサポート10色 新木希空（7月22日、エスワン）

### VR作品
- VR NO.1 STYLE 新木希空 解禁 最も話題の女子大生グラドル彼女と、イチャラブ同棲生活（6月11日、エスワン）

### イメージビデオ
- ALL NUDE 新木希空（2025年5月27日、Aircontrol）

## 出版

### 写真集
- 新木希空1st写真集『新しい空。』（2025年2月26日、ジーオーティー、撮影：LUCKMAN）ISBN 978-4-8236-0834-6[18][19]

### デジタル写真集
- のあ×ぼく（2025年3月25日配信、a-list photo anthology、撮影：田村浩章）

## 出演

### テレビ
- 月ともぐら（2025年5月23日 - 6月13日、テレビ東京)

## 外部サイト
- 新木希空 (@araki_noa_) - X（2025年1月1日 - ）
- 新木希空 (@araki_noa) - Instagram（2025年1月1日 - ）
- 新木希空 - S1 NO.1 STYLE公式サイト
- 新木希空AVデビューFANZA特設サイト